# فيلكسيت

فيلكسيت هي قرية تقع في مقاطعة فيير، المجر.